# Sally Rooneyová
Sally Rooneyová (* 20. února 1991 Castlebar v hrabství Mayo) je irská spisovatelka a scenáristka. Je známá především jako autorka románů, píše i krátká prozaická díla, recenze, eseje. Kromě prózy uveřejňuje i poezii.

## Život a dílo
Vystudovala angličtinu na Trinity College Dublin, začala zde studovat také politiku, ale studium nedokončila. V roce 2013 získala magisterský titul v oboru americká literatura. Během studií se věnovala debatním soutěžím, v roce 2013 zvítězila na Mistrovství Evropy univerzit v debatování. Než se stala spisovatelkou, pracovala v restauraci na administrativní pozici, krátce působila jako redaktorka v literárním časopisu The Stinging Fly. Označuje se za marxistku, žije v Dublinu.
Svůj první (nepublikovaný) román napsala ve svých 15 letech. Od 2014 začala psát systematicky. V roce 2015 vyšel její esej Even If You Beat Me o soutěží v debatování, díky němu navázala kontakt s agentkou Tracy Bohanovou z Wylie Agency.
Debutový román Rozhovory s přáteli (Conversations with Friends) dokončila během magisterského studia americké literatury. Román vyšel v roce 2017 a v roce 2018 byl nominován na Mezinárodní cenu Dylana Thomase Swansea University. a na Folio Prize za rok 2018. Román se stal knihou roku Sunday Times, Observeru a Telegraphu, dostal se do užšího výběru na cenu Sunday Times EFG Short Story Award a získal cenu Sunday Times/PFD Young Writer of the Year Award. Podle románu vznikl v roce 2022 televizní seriál.
V roce 2018 vyšel její druhý román Normální lidi (Normal People), který byl nominován na prestižní Man Bookerovu cenu, v roce 2018 získal titul Irský román roku v rámci Irish Book Awards a stal se knihou roku 2018 nakladatelství Waterstones. V roce 2018 získal knižní cenu Costa Book Award a v roce 2019 cenu British Book Awards, v témže roce byl zařazen do nominace na Dylan Thomas Prize a Women's Prize for Fiction. Román byl v roce 2020 adaptován do podoby televizního seriálu.
V roce 2021 vyšel román Kdepak jsi, krásný světe (Beautiful World, Where Are You). Autorka odmítla poskytnout práva na překlad románu do hebrejštiny, protože podporuje kulturní bojkot Izraele a nesouhlasí s přístupem Izraele k Palestincům.
V roce 2024 vydala svůj zatím poslední román Intermezzo (Intermezzo).